# 發展主義
发展主义是一种经济理论，主張有該理論的人认为，欠发达经济体的最佳发展方式是培育强大而多样的内部市场，并对进口商品征收高额关税。

## 简介
发展主义是一门跨学科的思想流派 ，将发展的意识形态作为实现经济繁荣的关键战略。
国际经济背景下的发展主义可以理解为由一系列思想组成，这些思想将经济发展置于政治和制度的中心，同时也是在政治领域建立合法性的一种手段。发展主义理论的拥护者认为，持续的经济进步赋予了政治人物合法的领导权，特别是在发展中国家（拉丁美洲和东亚），否则他们无法凝聚社会一致共识的领导，也无法在国际政策中受益于工业化国家。
发展主义者认为，“第三世界”国家的民族自治可以通过这些国家在资本主义制度下利用外部资源来实现和维持。经济发展是由现代西方标准制定的，经济成功是根据资本主义观念来衡量的，即一个国家变得发达、自治和合法。该理论基于这样一个假设，即不仅所有国家都存在相似的发展阶段，而且存在从一个阶段到另一个阶段的线性运动，即从传统或原始到现代或工业化。
虽然最初是亚太地区、拉丁美洲和非洲新兴经济体的专利，但发展主义的概念最近在发达国家重新出现——特别是在特朗普和桑德斯等“非正统”政策制定者的经济计划中。